# Camponotus socrates
Camponotus socrates é uma espécie de inseto do gênero Camponotus, pertencente à família Formicidae.